# Amphicosmia javanica
Amphicosmia javanica là một loài thực vật có mạch trong họ Cyatheaceae. Loài này được (C. Presl) Moore mô tả khoa học đầu tiên năm 1857.